# Mame Birame Ndiaye
Mame Birame Ndiaye es un deportista senegalés que compitió en judo. Ganó una medalla de bronce en el Campeonato Africano de Judo de 2006, en la categoría de –66 kg.

## Palmarés internacional
| Campeonato Africano | Campeonato Africano     | Campeonato Africano | Campeonato Africano |
| Año                 | Lugar                   | Medalla             | Categoría           |
| ------------------- | ----------------------- | ------------------- | ------------------- |
| 2006                | Puerto Louis (Mauricio) | Medalla de bronce   | –66 kg              |